# A bűnös (film, 2021)
A bűnös (eredeti cím: The Guilty) 2021-ben bemutatott amerikai bűnügyi thriller, amelynek rendezője és készítője Antoine Fuqua, forgatókönyvírója Nic Pizzolatto. A 2018-as azonos című dán film remake-je. A főszerepet Jake Gyllenhaal és Christina Vidal alakítja, a szinkronhangokat pedig Ethan Hawke, Riley Keough, Eli Goree, Da’Vine Joy Randolph, Paul Dano és Peter Sarsgaard szolgáltatják.
A film világpremierje a 2021-es Torontói Nemzetközi Filmfesztiválon volt 2021. szeptember 11-én. A film 2021. szeptember 24-én került a mozikba korlátozott számban, majd október 1-jén digitális formában a Netflixre. A film pozitív kritikákat kapott a kritikusoktól, Gyllenhaal alakítását dicsérték, de úgy érezték, hogy a remake gyengébb volt az eredeti filmnél.

## Cselekmény
Joe Baylort lefokozott rendőrtisztként a telefonos diszpécserközpontba osztják be. Itt egy elrabolt nőtől kap segélyhívást és belebonyolódik annak ügyébe.

## Szereplők
| Szerep               | Színész         | Magyar hang   |
| -------------------- | --------------- | ------------- |
| Joe Baylor           | Jake Gyllenhaal | Csőre Gábor   |
| Denise Wade őrmester | Christina Vidal | Solecki Janka |
| Manny                | Adrian Martinez | Elek Ferenc   |

Hangok
| Szerep                       | Színész              | Magyar hang       |
| ---------------------------- | -------------------- | ----------------- |
| Emily Lighton                | Riley Keough         | Csuha Borbála     |
| Henry Fisher, Emily ex-férje | Peter Sarsgaard      | Rába Roland       |
| Bill Miller őrmester         | Ethan Hawke          | Fekete Ernő       |
| Rick                         | Eli Goree            | Pál András        |
| Abby, Emily és Henry lánya   | Christiana Montoya   | Bak Julianna      |
| Diszpécser                   | Da’Vine Joy Randolph | Kocsis Mariann    |
| Matthew Fontenot             | Paul Dano            | Kovács Lehel      |
| Jess Baylor, Joe ex-felesége | Gillian Zinser       | Sipos Eszter Anna |
| Dru Nashe                    | Beau Knapp           | Hamvas Dániel     |
| Nightclub hívó               | Bill Burr            | N/A               |

## A film készítése
A Netflix 30 millió dollárért vásárolta meg a film jogait.
2021 novemberében Ethan Hawke, Peter Sarsgaard, Riley Keough, Paul Dano, Byron Bowers, Da’Vine Joy Randolph, David Castaneda, Christina Vidal, Adrian Martinez, Bill Burr, Beau Knapp és Edi Patterson csatlakozott a filmhez.
A forgatás 2020 novemberében, a COVID-19 világjárvány idején kezdődött Los Angelesben, és 11 napig tartott. Három nappal a forgatás megkezdése előtt egy Antoine Fuqua rendezővel kapcsolatban álló személy COVID-19 tesztje pozitív lett. Fuqua tesztje ezt követően negatív lett, így a gyártás továbbra is menetrend szerint zajlott.

## Bemutató
A bűnös világpremierjét a 2021-es Torontói Nemzetközi Filmfesztiválon tartották 2021. szeptember 11-én. Korlátozott számban 2021. szeptember 24-én jelent meg, majd 2021. október 1-jén a Netflixen is elérhetővé vált.
A filmet a megjelenés első hónapjában 69 millió háztartásban látták, és 91 országban a legnézettebb film volt a platformon.